# Tilletia caries
Tilletia caries (DC.) Tul. & C. Tul. – gatunek grzybów z klasy płaskoszy (Exobasidiomycetes). Grzyb mikroskopijny, obligatoryjny pasożyt roślin, u pszenicy wywołujący chorobę o nazwie śnieć cuchnąca pszenicy.

## Systematyka i nazewnictwo
Pozycja w klasyfikacji według Index FungorumTilletia, Tilletiaceae, Tilletiales, Exobasidiomycetidae, Exobasidiomycetes, Ustilaginomycotina, Basidiomycota, Fungi.
Gatunek ten po raz pierwszy opisał w 1815 r. Augustin Pyramus de Candolle, nadając mu nazwę Uredo caries. Obecną, uznaną przez Index Fungorum nazwę, nadali mu Louis René Tulasne i Charles Tulasne w 1847 r.

## Morfologia i rozwój
Endobiont, którego strzępki rozwijają się między komórkami zaatakowanych roślin. Mają poprzeczne dolipory bez osłaniających je kapturków, ale z poprzecznymi, błoniastymi płytkami. Wytwarza zarodniki zwane teliosporami zwykle w zalążniach roślin. Powstają one jako zgrubienia komórek konidiotwórczych na ich końcach, lub śródstrzępkowo. Są diplobiontami. Po kariogamii jąder powstają dikariotyczne ustilospory, które następnie ulegają mejozie i kolejnym mitozom, wskutek czego podczas kiełkowania zarodnika znajduje się w nim kilka haploidalnych jąder. Przemieszczają się one ku końcowi krótkiej, jednokomórkowej strzępki przedgrzybni kiełkującej z teliospory. Na jej szczycie powstaje w wyniku podziałów mitotycznych 8–16 haploidalnych sporydiów. Są one zróżnicowane płciowo (heterotalizm). Jeszcze w obrębie przedgrzybni, lub tuż po jej odpadnięciu, łączą się z sobą i po plazmogamii tworzą dikariotyczną grzybnię. Kiełkuje ona tworząc mechanicznie wyrzucane, kuliste bazydiospory typu balistospora. Powstają w kilku generacjach i to one dokonują infekcji roślin.
Zarodniki Tilletia caries tworzą się w słupkach porażonych roślin wypełniając je całkowicie. Ich skupisko ma długość 4–8 mm i średnicę zbliżoną do średnicy niezainfekowanego ziarna. Skupisko to częściowo zakryte jest plewkami. Masa zarodników jest proszkowata, brązowo-czarna, cuchnąca, złożona z zarodników i sterylnych komórek. Zmieszane z zarodnikami komórki sterylne są kuliste, szkliste, cienkościenne, gładkie, o średnicy 10-20 µm (przeważnie około 14 µm). Zarodniki bez otoczki, kuliste lub prawie kuliste do jajowatych, oliwkowobrązowe, o średnicy 13-25 µm (średnio 18,8) µm średnicy, gładkie, o ścianie grubości 1,5-2 µm, często z dołączonym krótkim fragmentem grzybni.